# Moyale Barracks FC
El Moyale Barracks Football Club és un club de Malawi de futbol de la ciutat de Mzuzu.
El club va ser fundat el 1967.

## Palmarès
- Copa malawiana de futbol:[3]

2008, 2010
- Copa Chibuku de Malawi:[3]

1999
- Copa Carlsberg de Malawi:[3]

2001